# Clovis (Californie)
Pour les articles homonymes, voir Clovis (homonymie).
Clovis est une municipalité américaine du comté de Fresno, dans la banlieue nord-est de Fresno, en Californie. En 2010, sa population était de 95 631 habitants.

## Démographie
| 1920  | 1930  | 1940  | 1950  | 1960  | 1970   |
| ----- | ----- | ----- | ----- | ----- | ------ |
| 1 157 | 1 316 | 1 626 | 2 766 | 5 546 | 13 856 |

| 1980   | 1990   | 2000   | 2010   | 2020    | - |
| ------ | ------ | ------ | ------ | ------- | - |
| 33 021 | 50 323 | 68 468 | 95 631 | 120 124 | - |